# Warner Bros. Records
A Warner Bros. Records (rövidítve WBR) amerikai lemezkiadó vállalat. 

## Története
1958-ban alapította a Warner Bros. filmstúdió. Kezdetben a filmstúdió által készített televíziós és mozifilmek zenéjét, valamint a filmszínészek lemezeit (zenés és prózai) adták ki. Fennállása során a Warner Bros. Records többnyire más nagyvállalatok részeként működött. 
A WBR-t és alkiadóit irányító cégek folyamatosan változtak az 1960-as évektől megindult egyesülések és felvásárlások során. Ez idő alatt a Warner Bros. Records a zeneipar kezdeti jelentéktelen szereplőjéből a világ egyik legnagyobb hanglemezkiadójává vált.
A WBR és alkiadói jelenleg a Warner Music Group lemezkiadói csoport részeként közel 120 előadó kiadványait gondozzák számtalan különböző stílusban.

## Alkiadók

### Jelenleg
- 1017 Brick Squad Records (2009-napjainkig)
- Asylum Records (2009–napjainkig)
- A Band Apart (1997–napjainkig)
- Beluga Heights (2008-napjainkig)
- Black Wall Street Records (2004–napjainkig)
- Blacksmith Records (2005–napjainkig)
- BME Recordings (2004–napjainkig)
- Brute/Beaute Records (2005–napjainkig)
- BTNH Worldwide (2009–napjainkig)
- Doghouse Records (2004–napjainkig)
- Decaydance Records (2005–napjainkig)
- Festival Mushroom Records (1998–napjainkig)
- Heiress Records (2004–napjainkig)
- Machine Shop Recordings (2002–napjainkig)
- Malpaso Records (1995–napjainkig; jelenlegi státusza ismeretlen)
- Loveway Records (2009–napjainkig)
- Maverick Records (1991–napjainkig)
- Nonesuch Records (2004–napjainkig)
- Perezcious Music (2009–napjainkig)
- Playmaker Music (2007–napjainkig)
- Public Broadcasting Service (1998–napjainkig; jelenlegi státusza ismeretlen)
- Record Collection (2003–napjainkig)
- Reprise Records (1963–napjainkig)
- RuffNation Records (1998–napjainkig)
- Sire Records (1978–1995, 2003–napjainkig)
- Teleprompt Records (2003–napjainkig)
- Word Records (2002–napjainkig)
- Serjical Strike Records (2007–napjainkig)

### Korábban
- 4AD Records (1992–1998) (csak USA)
- American Recordings (1988–1997 [USA], 2005–2007 [világszerte])
- Autumn Records (1963–1965)
- Bearsville Records (1970–1984)
- Capricorn Records (1972–1977), (1990–1995)
- Cold Chillin' Records (1987–1993)
- ECM Records (?–1984)
- Extasy Records (2000–2004)
- Full Moon Records (1974–1992)
- F-111 Records (1995–2001)
- Geffen Records (1980–1990)
- Giant Records és alkiadói: Medicine Label (1993–1995), Paladin, Revolution (1990–2001)
- Loma Records (1964–1968)
- Luaka Bop Records (1988–2000)
- Metal Blade Records (1988–1993)
- Music for Little People (1990–1995)
- Opal Records (1987–1993)
- Paisley Park Records (1985–1994)
- Premeditated Records (1990-es évek közepe)
- Raybaw Records (2005–2008)
- Qwest Records (1980–2000)
- Slash Records (1982–1996)
- Tommy Boy Records (1985–2002)
- Valiant Records (1960–1966)
- Warner Alliance (?–1998)
- So Icey Entertainment (2009–2010)

## Fordítás
- Ez a szócikk részben vagy egészben  a   Warner Bros. Records című angol Wikipédia-szócikk fordításán alapul.  Az eredeti cikk szerkesztőit annak laptörténete sorolja fel. Ez a jelzés csupán a megfogalmazás eredetét és a szerzői jogokat jelzi, nem szolgál a cikkben szereplő információk forrásmegjelöléseként.